# رضفة أعلوية موهنة
الرضفة الأعلويّة الموهَّنة (بالإنجليزية: Attenuated patella alta)‏ هي حالةٌ نادرة للغاية تؤثر على الحركة وقوة الساق. وتتميز بوجود الرضفة أوصابونة الركبة صغيرة بشكل غير معتاد تتطور خارج المفصل وفوقه. عادةً، عندما تكون الرضفة في موضعها الطبيعي داخل المفصل، فإنها تتعرض لتحفيز للنمو نتيجة الاحتكاك مع العظام المقابلة. ولكن عندما لا تكون في الموضع الصحيح، لا تتعرض الرضفة لهذا التحفيز، مما يؤدي إلى بقائها صغيرة وغير متطورة. من الجدير بالذكر أن الغضروف الموجود تحت الرضفة وحولها أكثر نعومة بثماني مرات من الجليد، لذا قد لا يكون مصطلح "الاحتكاك" هو الأنسب لوصف هذه العملية.
حالة مشابهة، وهي الرضفة الأعلويّة (بالإنجليزية: Patella alta)‏، قد تحدث نتيجة إصابة رياضية، إلا أنها في الغالبية العظمى من الحالات تكون حالة خلقية أو تنموية غير مرتبطة بالإصابة. عندما تكون الرضفة في وضع مرتفع، فإنها تجلس فوق الأخدود البكري، مما يجعلها أقل استقرارًا. يكون وتر الرضفة، الذي يربط الرضفة بعظم الظنبوب أوالساق، ممدودًا أطول من الطبيعي. لا يمكن أن يحدث ذلك بسبب الإصابة إلا في حال حدوث تمزق في الوتر واتباع إصلاح جراحي غير مثالي. وُثقت ثلاث حالات فقط لهذه الحالة منذ الولادة. في عام 1988، اُكتشف إصابة الطفل إريك روغستاد، البالغ من العمر ثلاث سنوات، من مينيابوليس، مينيسوتا، بهذه الحالة في كلتا الركبتين بعد محاولات عديدة من والديه والطبيب العائلي لاكتشاف سبب صعوباته في المشي والجري. بعد الجراحة والعلاج الطبيعي، تمكن إريك من المشي والجري دون صعوبات كبيرة. بشكل مفاجئ، اُكتشف حالتين أخريين في عام 2016. الأولى للسيدة آن ستون، البالغة من العمر 42 عامًا، من برمنغهام، إنجلترا، والثانية للسيد مايكل برينان، البالغ من العمر 27 عامًا، من فينيكس، أريزونا، وكلاهما شُخص بحالة الرضفة المرتفعة والضعيفة الثنائية.
نسبة إنسال: يتم حساب هذه النسبة عندما يكون الركبة مثنية بزاوية 30 درجة، وهي نسبة طول الرضفة إلى طول وتر الرضفة. عادةً ما تكون هذه النسبة 1:1، لكن التغير بنسبة 20% يشير إلى وجود الرضفة المرتفعة أو الرضفة المنخفضة. في الواقع، يمكن قياس نسبة إنسال-سالفاتي عند أي درجة.